# Slättebacketjärnen
Slättebacketjärnen är en sjö i Härryda kommun i Västergötland och ingår i Kungsbackaåns huvudavrinningsområde.